# María Rivas
María Asunción Rivas (Caracas, 1960. január 26. – Miami, 2019. szeptember 19.) venezuelai dzsesszénekesnő.

## Élete és pályafutása
Édesanyja spanyol, édesapja venezuelai. 1983-ban kezdett énekelni helyi klubokban. Hamarosan Aruba költözött, ahol két és fél évig egy éjszakai dzsesszműsorban szerepelt. Itt elkápráztatta a közönséget Ella Fitzgerald stílusában énekelt dalaival.
2005-ben megint Aruban lépett fel, egy, a Queen együttes emlékére előadott műsorban.
2006-tól évente 4 hónapot töltött Tokióban, brazil, latin és klasszikus amerikai dzsesszt játszva.
Tíz szólóalbuma jelent meg, koncertezett Kolumbiában, Brazíliában, Ausztriában, Hollandiában, Olaszországban, Svájcban, Franciaországban, Németországban, Portugáliában, az Egyesült Államokban.

## Diszkográfia
- 1990: Primogénito
- 1992: Manduco
- 1994: Mapalé
- 1996: Muaré
- 1999: Café negrito
- 2003: En concierto: María Rivas y Aldemaro Romero
- 2005: Aquador
- 2006: María Rivas: 18 grandes éxitos
- 2007: Pepiada Queen
- 2010: Live Lunch Break